# Ruine Benzenberg
Die Ruine Benzenberg, auch Benzenburg genannt, befindet sich auf dem Benzenberg bei Rohrdorf, einem Ortsteil der Stadt Meßkirch im Landkreis Sigmaringen, Baden-Württemberg. Sie war von 1060 bis 1210 Sitz der seit 1050 erwähnten Grafen von Rohrdorf. Diese waren ein führendes Hochadelsgeschlecht mit reichen Grundbesitz im Hegau und im Linzgau, das Wohlstand und Macht besessen hatte.

## Geografische Lage
Die Ruine der Felsenburg auf 670 m ü. NN befindet sich gleich hinter dem heutigen Ortsausgang von Rohrdorf in Richtung Kreenheinstetten im Gewann „Altes Schloss“ auf einem hohen nach Westen vorspringendem steilem Bergsporn rechts der Straße, dort wo zu beiden Seiten steile Felsen einen Engpass bilden.

## Geschichte der Grafen von Rohrdorf

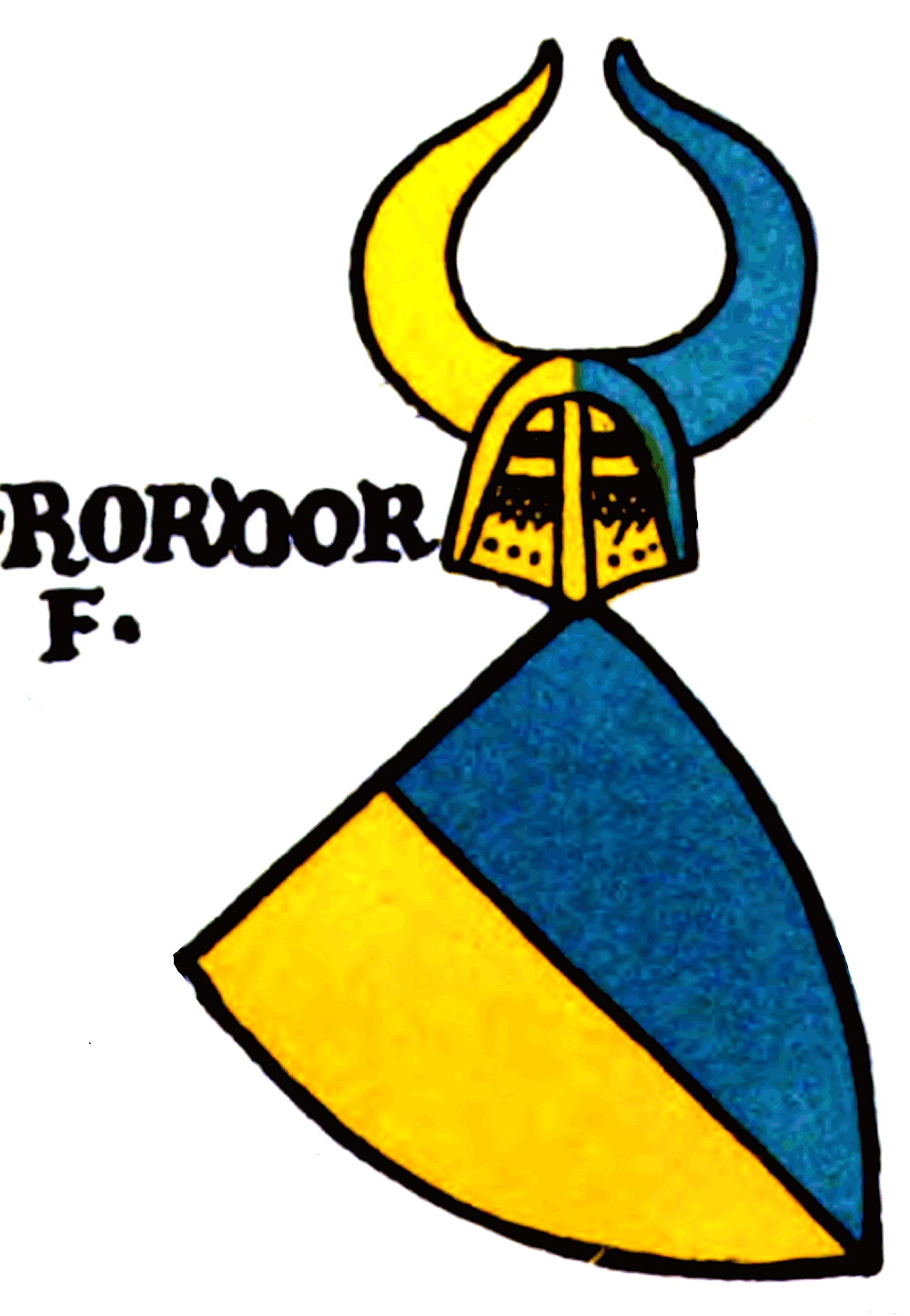
Wappen der Grafen von Rohrdorf, Zürcher Wappenrolle, ca. 1340

Die Grafen von Rohrdorf zählten zu den ersten Besitzern der Herrschaft Meßkirch und zu den führenden Hochadelsgeschlechtern im nördlichen Bodenseeraum.
Neben dem Gebiet um Meßkirch besaßen sie umfangreichen Grundbesitz in Oberschwaben, im Madach, Hegau und Linzgau. Sie besaßen auch die Meersburg am Bodensee als Lehen. Die erste Rheinbrücke in Konstanz soll von ihnen errichtet worden sein. Die Klöster Zwiefalten und Salem wurden von ihnen mit reichen Landschenkungen bedacht; im Salemer Münster errichteten sie sich ihre Grabkapelle. Der selige Eberhard von Rohrdorf war einer der bedeutendsten Äbte dieses Klosters; er war Ratgeber bei Kaiser und Papst.

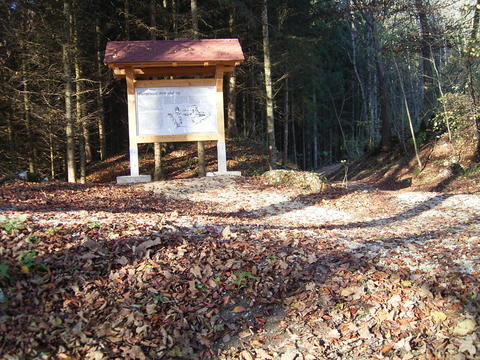
Bild aus dem zweiten Burggraben mit der Hinweistafel; Hintergrund: erster Burggraben

Mit Mangold III. starb das Geschlecht 1210 aus. Ihre Nachfolger waren die Truchsessen von Rohrdorf, ein Seitenzweig der Truchsessen von Waldburg, unter deren Herrschaft Meßkirch um 1260 die Stadtrechte erlangte. Um das Jahr 1300 gaben die Truchsessen ihren Wohnsitz auf dem Benzenberg auf und verlegten ihre Residenz nach Meßkirch an die Stelle des heutigen Schlosses.

## Baubeschreibung
Von der durch Graf Mangold von Rohrdorf erbauten Burg, die in der Besitzung der Grafen von Rohrdorf, Grafen von Neiffen (1210) und Herren von Zimmern (Mitte 14. Jahrhundert) war, sind nur spärliche Ruinen auf dem Benzenberg übrig geblieben, nachdem die Burg um das Jahr 1400 endgültig abgebrochen wurde, um Baumaterial für den Neuaufbau des Meßkircher Schlosses unter Johannes von Zimmern († 1441 im alten Schloss Messkirch) zu bekommen. Reste der einstigen Burg ließ man nach 1400 verfallen. Im Jahr 1846 waren noch Fundamente erhalten.

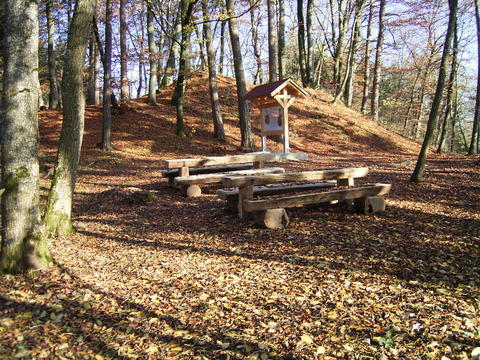
Das Bild zeigt im Hintergrund die Schuttreste des ehemaligen Wohnturmes

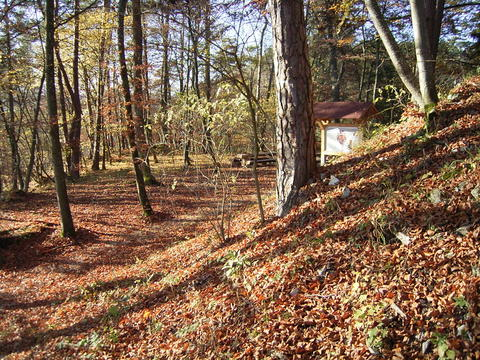
Rechte Seite: Überwachsener Schutthügel des Wohngebäudes; Hintergrund: Burghof

Laut der Zimmerischen Chronik sei der Benzenberg (in der Chronik als „Schloß Benzenberg“ bezeichnet) im 11. Jahrhundert, zur Zeit Graf Mangold von Rohrdorf, unbewehrt gewesen. Der heutige Baubestand, der durchaus gewaltige Befestigungsanlagen zeigt, dürfte kaum vor dem Jahr 1200 entstanden sein. Dass die Burg tatsächlich aber viel älter sein muss und überdies sogar zu den frühesten Burgen im Alb-Bodensee-Gebiet zu zählen ist, beweisen Keramikfunde, die man der Gruppe der so genannten „älteren Albware“ zuweisen und auf die Zeit zwischen 1050 und 1150 datieren kann.
Eine rund 25 Meter lange und fünf Meter hohe Stützmauer ist der letzte noch sichtbare Mauerrest, doch anhand von Geländeerhebungen (Schutthügel des einstigen Wohnhauses) lässt sich noch leicht ein Bild von der beachtlichen Größe der einstigen Burganlage gewinnen.
Die Burgfläche betrug etwa 1100 Quadratmeter und misst 65 × 20 Meter. Ein Gebäuderest von rund 9 × 9 Meter liegt im Südwesten.